# Daniel Jackson

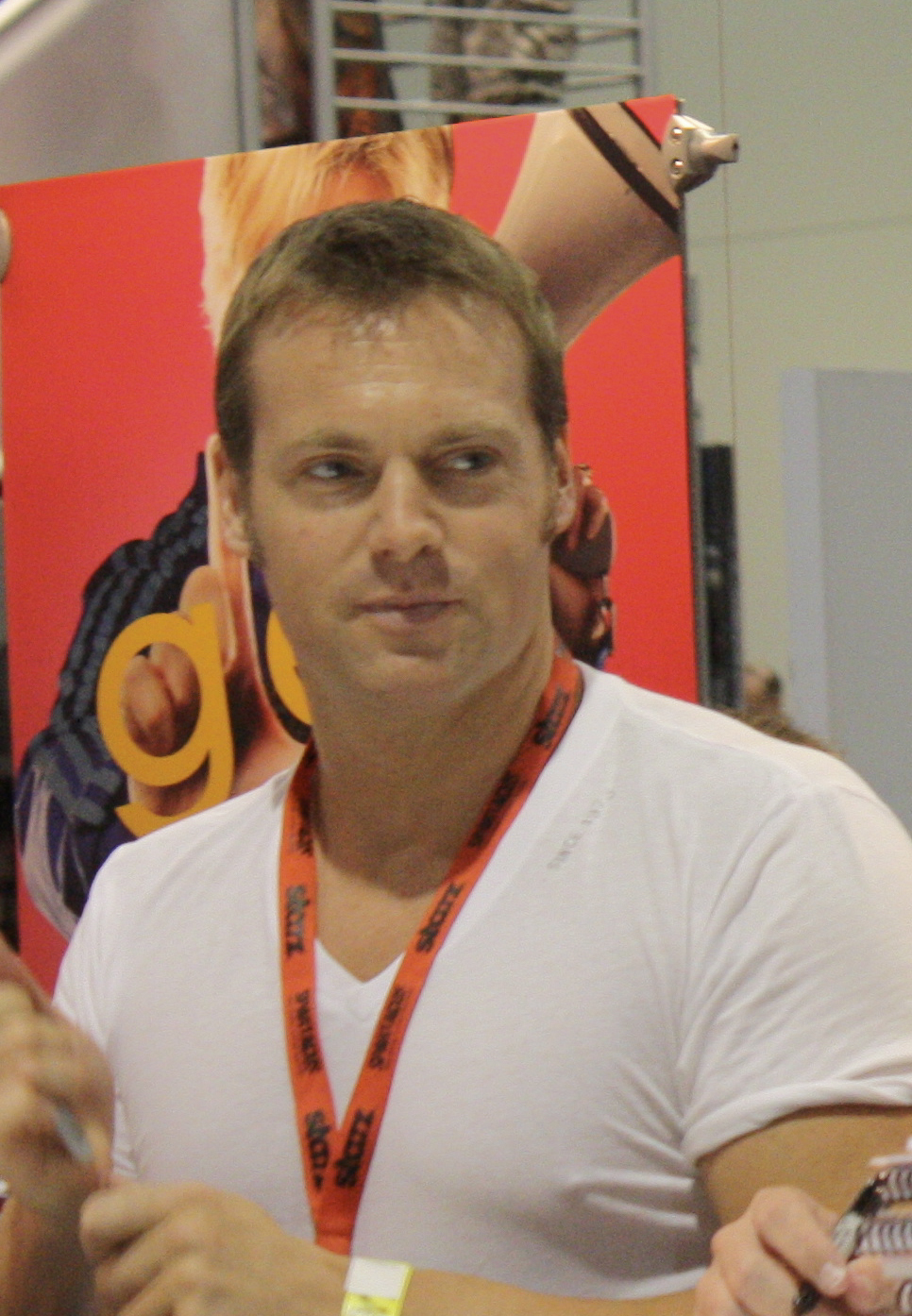
Acteur Michael Shanks die het personage in de televisieserie speelt

Daniel Jackson is een fictieve egyptoloog en linguïst uit de sciencefictionseries en de film rond de Stargate - een millennia-oud transportmiddel dat semi-onmiddellijke interstellaire verbindingen bewerkstelligt. Hij en Samantha Carter, zijn meer technisch georiënteerde collega, hebben een cruciale rol gespeeld in de totstandkoming van het Stargateprogramma.
In de film Stargate ontdekt Daniel namelijk dat de tekens op de poort en de deksteen geen letters maar sterrenbeelden zijn. In de film Stargate wordt Daniel gespeeld door James Spader, in de televisieseries door Michael Shanks, een acteur die qua uiterlijk opvallend veel op zijn voorganger Spader lijkt.
In seizoen zes is Daniel Jackson een hogeropgegaan wezen (ascended being) nadat hij is gestorven aan dodelijke hoeveelheid straling. Zijn plaats in SG-1 wordt ingenomen door Jonas Quinn. Aan het eind van seizoen zes overtreedt hij de regel van de ascended beings in het melkwegstelsel door zich te bemoeien met de strijd tussen Anubis en de Abydosiërs. Hij wordt teruggezet als lichamelijk wezen en keert in seizoen zeven terug.